# Épagneul nain continental
De épagneul nain continental, de continentale dwergspaniël, is een Belgisch-Frans hondenras. Het komt voor in twee variëteiten: het vlinderhondje (épagneul nain continental papillon of épagneul nain papillon) en het minder vaak geziene nachtvlinderhondje (épagneul nain continental phalène).
Het enige verschil tussen beide is de vorm van de oren. Het vlinderhondje heeft grote staande oren, die aan een vlinder (papillon) doen denken. De eveneens grote oren van het nachtvlinderhondje hangen (phalène = mot). Beide typen kunnen in één nestje voorkomen.

## Geschiedenis
De dwergspaniël met hangende oren heeft in Frankrijk een lange geschiedenis, al is de oorsprong vermoedelijk Italiaans. Vanaf de 16e eeuw zijn ze aan het Franse hof gehouden en we zien ze vaak op oude schilderijen afgebeeld. Bekend is het verhaal over koningin Marie Antoinette die met haar spaniëltje onder de arm naar de guillotine zou zijn geleid. Tegen het einde van de 19e eeuw werd de hond populair bij de burgerij. Vanaf die tijd duikt ook de huidige variëteit met staande oren op, vooral in België. In 1937 werd een gezamenlijke Belgisch-Franse rasstandaard door de FCI erkend.

## Uiterlijk

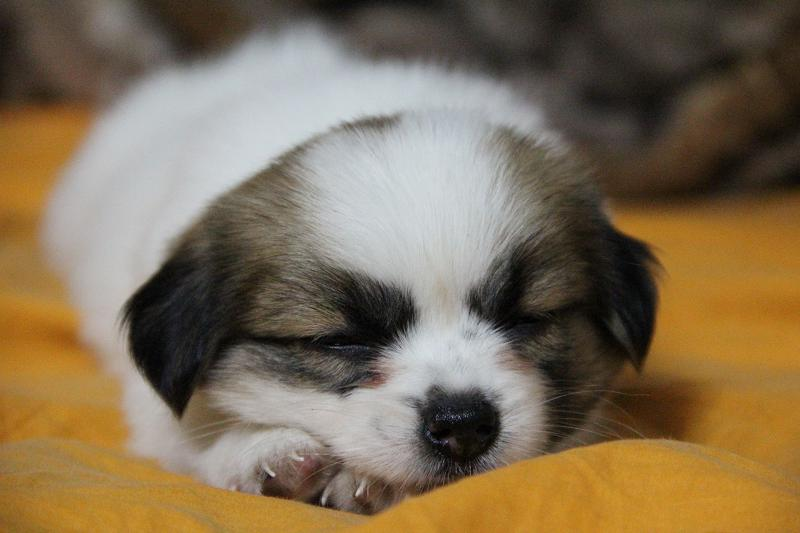
Pup

Het vlinderhondje is een klein, hoogbenig en langharig hondje met een schouderhoogte van ongeveer 28 centimeter. Zijn gewicht kan van 1,5 tot 5 kg lopen. De kop is klein en rond en de ogen groot en donker. De oren zijn hoog aangezet. De zijdezachte beharing aan die oren is opvallend. De vacht van het vlinderhondje is glanzend, dik en licht gegolfd. Het ras kan 2 tot 3 kleuren hebben. Het lijf moet overwegend wit zijn, op de kop en vooral bij de oren overheerst meestal de kleur. Kastanjebruin, lichtbruin, beige en zwart zijn de meest voorkomende kleuren. Rug en poten zijn lang en recht. En de buik licht opgetrokken.
De staart heeft de vorm van een pluim die openvalt. Het ras heeft tamelijk lange hazenvoetjes. De hond moet dagelijks gekamd worden om klitten te voorkomen, maar overigens stelt de verzorging geen bijzondere eisen.

## Karakter
Het vlinderhondje heeft een waakzaam en opgewekt karakter. Hij hecht zich sterk aan zijn eigenaar of de leden van het gezin waarin hij leeft. Het is een intelligent, levendig en trainbaar ras dat een goede wandeling weet te waarderen maar eist veel aandacht.